# Partaloa
Partaloa é um município da Espanha, na província de Almería, comunidade autónoma da Andaluzia. Tem 53 km² de área e em 2021 tinha 1 065 habitantes (densidade: 20,1 hab./km²). Pertence à comarca de Valle del Almanzora, localizada ao norte da província.